# Stéphanie Frappart
Stéphanie Frappart (Le Plessis-Bouchard, 14 dicembre 1983) è un arbitro di calcio francese.

## Carriera
Nel 2009 è diventata arbitro internazionale per la FIFA.
Nel 2014 diventa la prima donna ad arbitrare una partita di calcio maschile della Ligue 2 tra Niort e Brest. In parallelo continua l'attività nel calcio femminile, partecipando al Mondiale 2015, alle Olimpiadi 2016 (Canada-Australia e Brasile-Sudafrica) e al campionato europeo 2017. Nel 2018 dirige la finale del Mondiale femminile Under-20 tra Spagna e Giappone, mentre il 28 aprile 2019 arbitra Amiens-Strasburgo (0-0) in Ligue 1, primo fischietto donna nella massima serie. Al campionato del mondo femminile 2019 arbitra ben quattro partite, tra cui la finale tra Stati Uniti e Paesi Bassi, vinta dalla nazionale americana per 2-0.
Il 14 agosto 2019 è stata la prima arbitro a dirigere una finale di Supercoppa UEFA di calcio maschile, arbitrando il derby inglese tra Liverpool e Chelsea alla Vodafone Arena di Istanbul.
Un anno dopo, un altro passo significativo per la direttrice di gara francese è l'esordio nei gironi di Europa League. Nell'occasione, viene designata per una gara della prima giornata tra gli inglesi del Leicester City e gli ucraini dello Zorja il 22 ottobre 2020. Qualche settimana dopo è diventata la prima donna ad arbitrare una partita di Champions League, venendo scelta per dirigere la sfida tra Juventus e Dinamo Kiev.
Nel 2021 viene assegnata per dirigere l'incontro di Europa League tra il club norvegese del Molde e i tedeschi dell'Hoffenheim, nell'andata dei sedicesimi di finale.
In vista degli Europei 2020 viene scelta come quarto ufficiale.
Il 7 maggio 2022 dirige la finale di Coppa di Francia tra Nantes e Nizza.
Il 29 novembre 2022 viene annunciato che Frappart avrebbe diretto la partita tra Costarica e Germania della fase a gironi del campionato mondiale di calcio 2022 prevista per il 1º dicembre 2022, divenendo così la prima donna ad arbitrare una gara di un Mondiale maschile.
Il 31 marzo 2025 la UEFA la ha convocata per il campionato femminile d'Europa 2025 in Svizzera, insieme all'assistente Camille Soriano e al VAR Willy Delajod.

## Premi
- Miglior arbitro donna dell'anno IFFHS: 5

2019, 2020, 2021, 2022, 2023
- Globe Soccer Awards: 1

Miglior arbitro dell'anno: 2019